# Basseterre Garden’s Stadium
Garden’s Stadium – to wielofunkcyjny stadion w Basseterre, na wyspie Saint Kitts w Saint Kitts i Nevis. Swoje mecze rozgrywa na nim drużyna piłkarska Garden Hotspurs FC. Został nazwany Garden’s Stadium i oficjalnie otwarty w dniu 30 lipca 2001 przez byłego piłkarza Manchester United F.C. i Anglii Sir Bobby Charltona. Stadion może pomieścić 5 000 osób.